# Monica Helms
Monica F. Helms, född den 8 mars 1951 i Sumter, South Carolina, USA, är en amerikansk  veteran och transaktivist. Hon är upphovsman till transflaggan.

## Biografi
Helms tjänstgjorde i USA:s flotta, framför allt inom ubåtsvapnet, mellan 1970 och 1978. Hon tjänstgjorde på två olika ubåtar, dels USS Francis Scott Key (1972–1976) och dels USS Flasher (1976–1978). När Helms lämnade flottan blev hon medlem i den lokala veteranorganisationen.
Efter att ha genomgått en könskorrigerande behandling ansökte Helms på nytt om medlemskap i veteranorganisationen under 1998. Denna gång under namnet Monica och i kontrast till Don't ask, don't tell-policyn.
Under 1999 skapade Helms transgenderflaggan. Helms grundade 2003 Transgender American Veterans Association (TAVA) och var under de första 10 åren dess ordförande. Mot bakgrund av sitt långvariga engagemang för transsexuellas rättigheter förärades Helms 2019 utmärkelsen Pride50 av webbtidningen Queerty.